# دیمین لیلارد
دیمین لمونت اولیه لیلارد (به انگلیسی: Damian Lamonte Ollie Lillard) ستاره بسکتبال آمریکایی است. او هم‌اکنون برای تیم میلواکی باکس بازی می‌کند. 
دیمین به مدت چهار سال در تیم دانشگاهی وبر استیت بازی می‌کرد و در سال ۲۰۱۲ برای ورود به اتحادیه ملی بسکتبال وارد ان‌بی‌ای درفت شد. تیم پورتلند در انتخاب ششم از دور اول، لیلارد را به عنوان انتخاب خود برگزید.

## فصل ۱۳-۲۰۱۲
در پایان فصل ۱۳-۲۰۱۲ لیلارد با ثبت میانگین ۱۹ امتیاز، ۶.۵ پاس منجر به امتیاز، ۳.۱ ریباند در هر بازی موفق شد جایزه "بهترین بازیکن تازه‌وارد لیگ" را از آن خود کند.
دیمین در اولین بازی خود در این فصل موفق به کسب ۲۳ امتیاز و ۱۱ پاس منجر به گل شد.وی پس از اسکار رابرتسون و آیزیا تامس سومین بازیکن تازه‌واردی است که در اولین بازی فصل خود حداقل ۲۰ امتیاز و ۱۰ پاس منجر به امتیاز را کسب کرده‌اند.
وی در این فصل با به ثمر رساندن ۱۸۵ پرتاب سه‌امتیازی رکورد "بیشترین پرتاب سه‌امتیازی منجر به امتیاز در یک فصل توسط یک بازیکن تازه‌وارد" را از آن خود کرد.